# Красный Камень (Киселёвск)

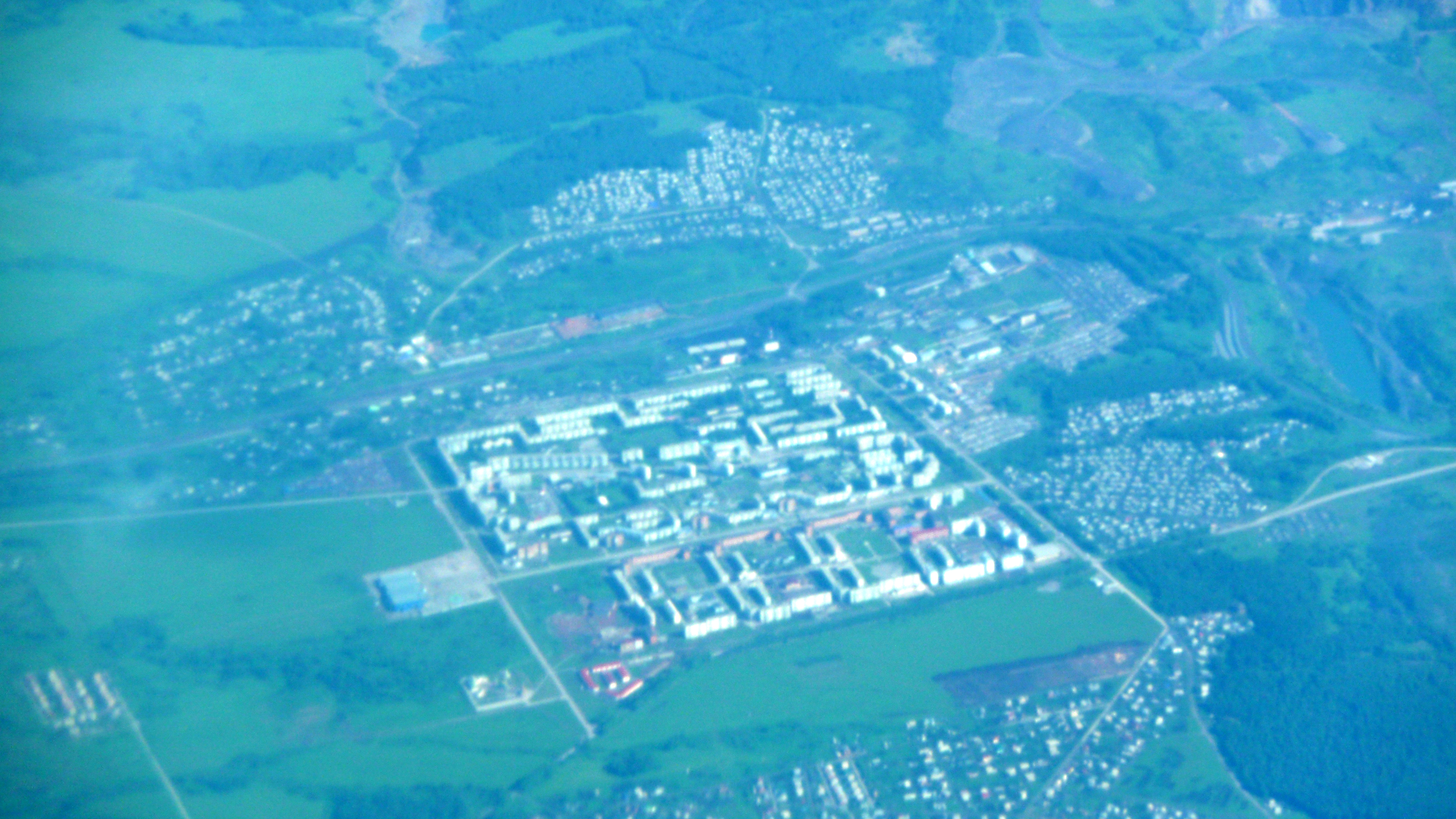
Жилой район Красный Камень города Киселёвска

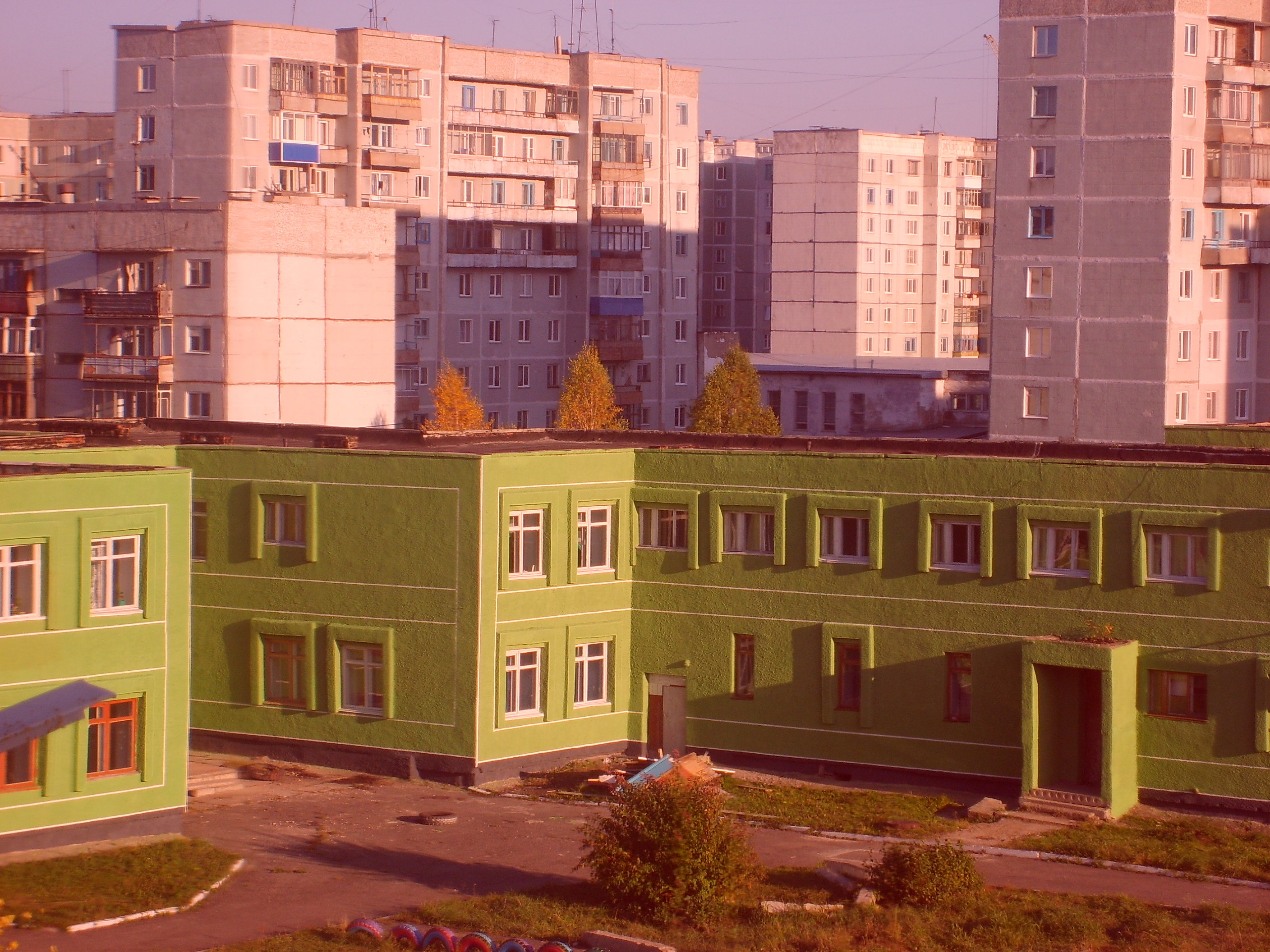
Жилой массив Красного Камня

Кра́сный Ка́мень — обособленный район города Киселёвска (Кемеровская область Российской Федерации). Основан в 70-х годах XX века рядом с поселением Калзагай. Удалён на 7 км от городского центра.

## История названия
Название района возникло по предложению советского геолога Василия Яворского.
В 1966 г. им в письме было заявлено в городской исполнительный комитет города Киселевска о том, что одно местное название ошибочно. После изучения топографических карт Кузбасса и Киселевска, он заметил, что рядом со станцией Калзагай расположен ручей. При восстановлении исторического названия он пришел к выводу, что его истинное историческое название Кызылгай, что в переводе с шорского языка означает Красный Камень. После этого району и было присвоено нынешнее название.

## Возникновение района и история
Современное имя район получил в 1967 г. Активная застройка района жилыми зданиями началась в 70-х годах XX века. Согласно генеральному плану планировалось создать современный район, который должен был стать центральным районом Киселевска. Также предполагалось, что широкая застройка позволит соединить Киселёвск с Прокопьевском. Однако, впоследствии эти планы не удалось реализовать. В августе 1977 г. было подготовлено к открытию здание школы № 1 района (впоследствии лицей № 1), которая до 1986 года была единственной школой района. В 1986 г. открылась школа № 28, а в 1992—1993 гг. школа № 3. После распада СССР в районе наступил застой развития, который прекратился в начале XXI века Также в Красном Камне планировалось создание городского Дома Правосудия, однако, на завершающей фазе его строительство застопорилось. Здание было снесено осенью 2009 года.

## География и экология
Район расположен на Тырганском взгорье в безугольной зоне. Рядом с районом произрастают территории берёзовых лесов. В 7 км расположена река Кара-Чумыш, за которой начинается таёжная зона. Является наиболее экологически чистым районом города, так как расположен на возвышенности и подвергается влиянию притаёжных ветров.

## Территориальное устройство
Основу района составляет территория жилых многоэтажек (в большинстве своем 5- и 9-этажные здания, но имеются и 10-этажные сооружения более новой постройки), состоящая из улиц: Мира, 50 лет городу, Весенняя, Пионерская, Утренняя, Краснобродская, проезд Строителей.
Также к району относятся поселки: Калзагай, Веселый, Березовой рощи, Гидроузла, котеджные поселки.
Административные участки:
- 12 (5330 жителей) — 3 школы, 4 детсада, 30 объектов торговли, 33 многоэтажных дома.
- 13 (5300 жителей) −33 многоквартирных дома; 3 организации, 30 объектов торговли.
- 14 (3550 жителей) −37 многоквартирных домов; 8 организаций; 9 объектов торговли; 1 общеобразовательная школа; 2 детских сада.
- 15 (3900 жителей) — 3 культурно-просветительные и образовательные организации, 2 медучреждения, 8 объектов торговли, 24 многоэтажных дома, 1 общежитие, 1 ЖКХ.[2]

## Экономика и жизнь
Большая часть населения задействована в угледобывающих предприятиях города Киселевска. С районом вплотную граничит горный отвод разреза «Октябринского», который расположен на территории шахты, ранее называемой «Красный Кузбасс». На отработанных землях частично проводилась рекультивация Также на территории района расположен Киселевский городской молокозавод. Красный Камень взаимодействует с сельскохозяйственными районами такими как: Иганино, Малиновка, Верх-Чумыш, Александровка. Через район пролегает железная дорога, имеется собственная железнодорожная станция «Красный Камень».
Основным местом летнего отдыха жителей является река Кара-Чумыш. Также для купания используется водоем, образовавшийся из-за родников, наполнивших разрез бывшей шахты «Красный Кузбасс». Зимний отдых часто проходит в Березовой роще, где располагается местная лыжная база. Культурными учреждениями района являются Центр развития творчества детей и юных (ЦРТДЮ), Культурно-досуговый центр, детская и взрослая библиотеки. В районе расположены три образовательных учреждения (школа № 28, школа № 3, лицей № 1). Также здесь находится церковь.
Православный Храм во имя Божьей Матери «Скоропослушницы» заслуженно считают прекраснейшим архитектурным ансамблем г. Киселёвска. А людям, приезжающим из других городов, показывают храм, как главную достопримечательность города. Прообразом храмового комплекса на Красном Камне послужил Храм Николая Чудотворца в Хамовниках, как наиболее яркий образец русского церковного зодчества, возведенный в XVII веке в стиле московского барокко.
В 2002 г. начал функционировать Киселевский аэроклуб сверхлегкой авиации.

## Перспективы развития
В 2000—2010 гг. в районе проводится относительно оживленная застройка новыми жилыми домами, возводятся новые инфраструктурные объекты.
Летом 2010 г. началась застройка нового микрорайона № 5 жилого района Красный Камень, который как предполагается должен стать культурным центром Киселевска.

## Галерея

Фотографии Красного Камня
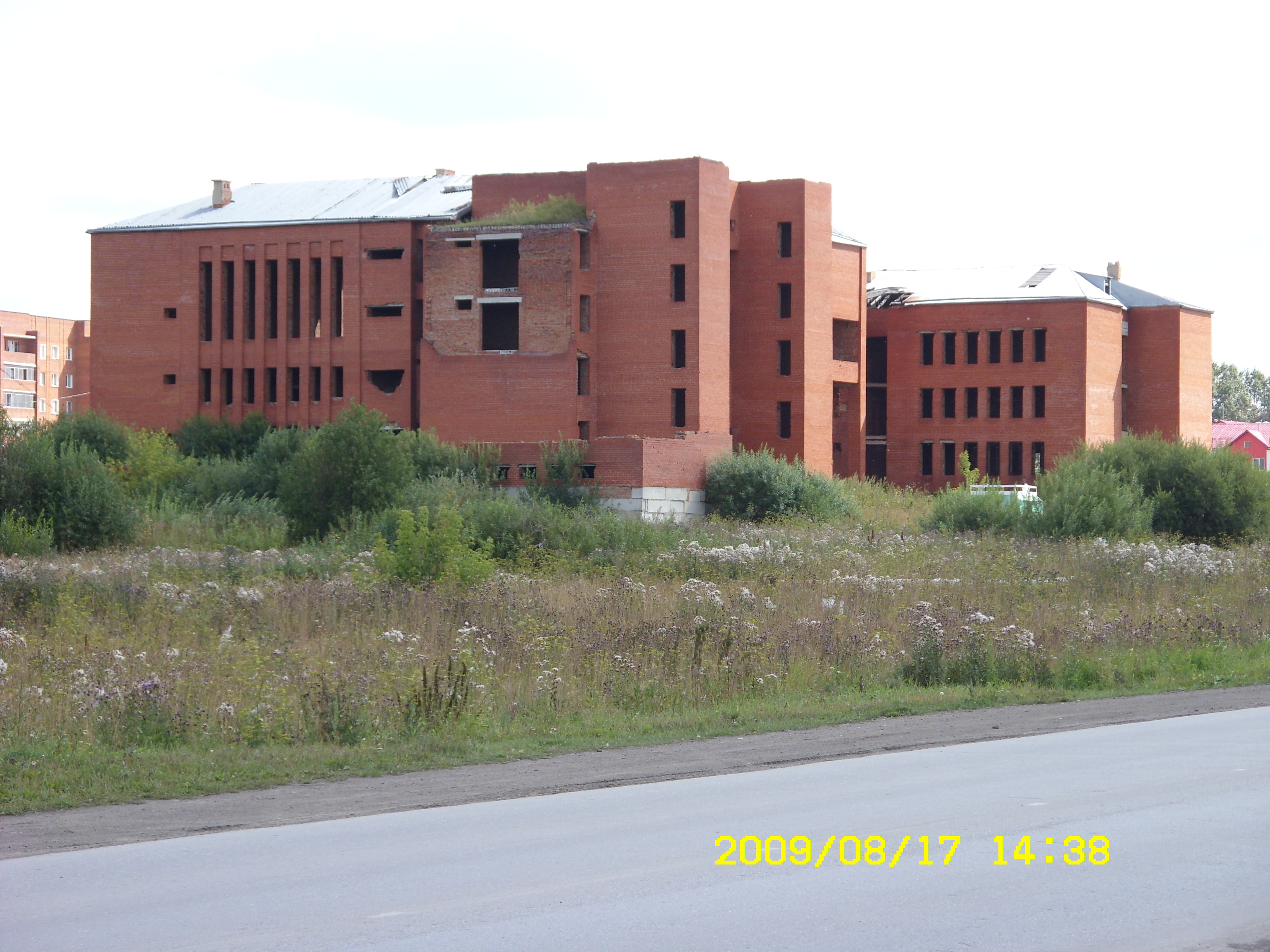
Вид на Дом Правосудия (лето 2009 г.)
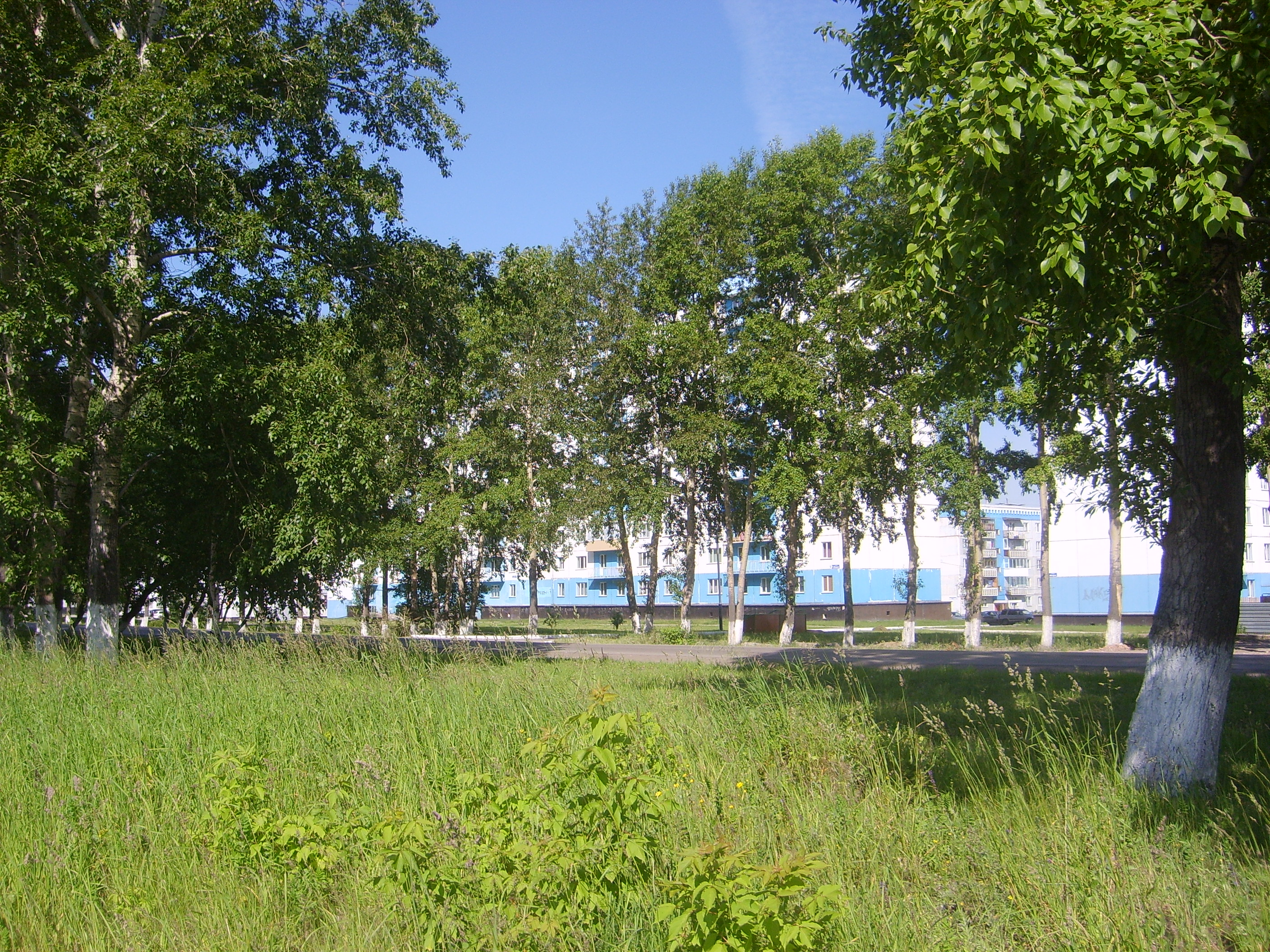
Вид на новостройки из-за деревьев
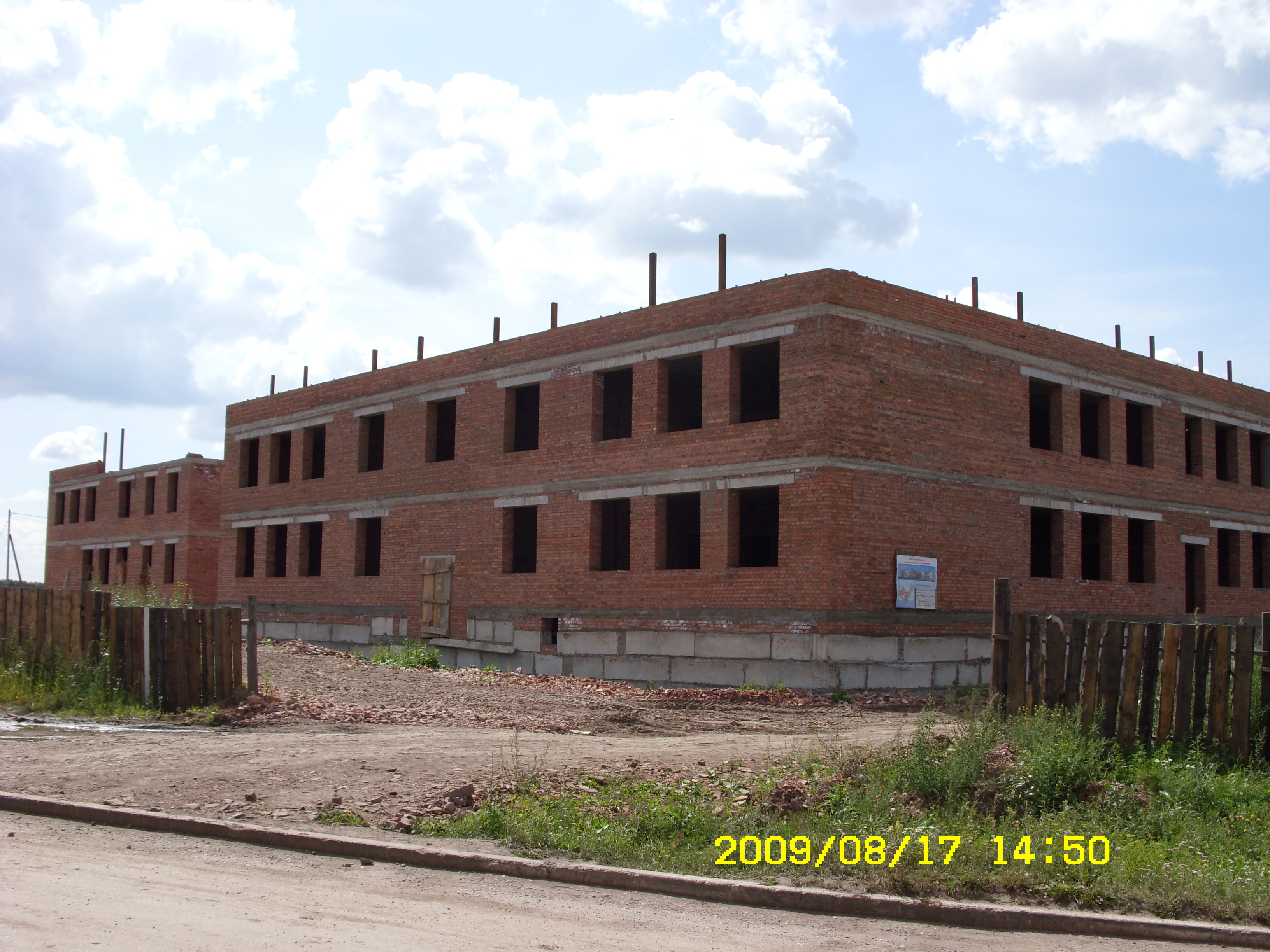
Строительство детсада (2009 г.)
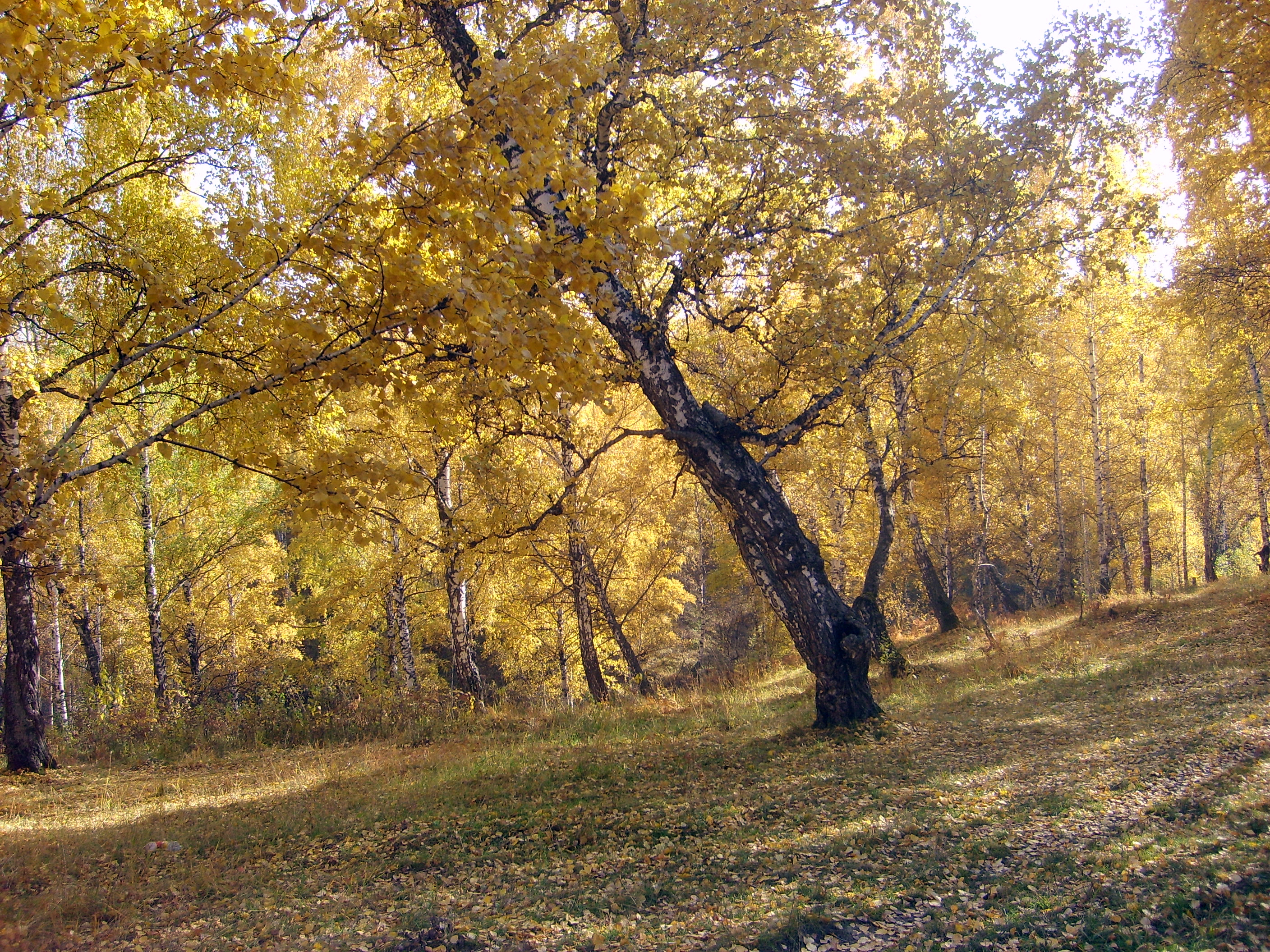
Осень. Березовая роща
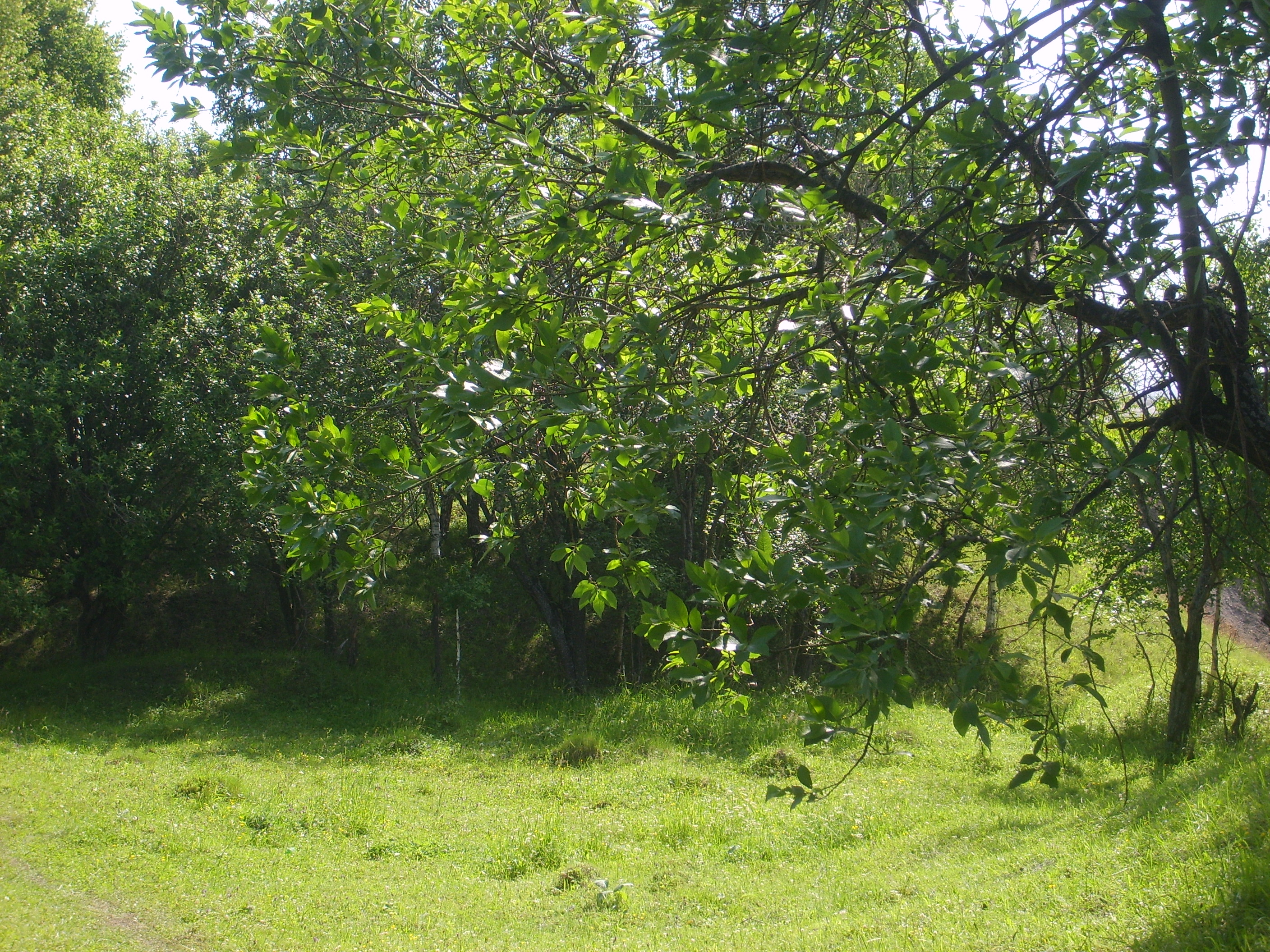
Березовая роща
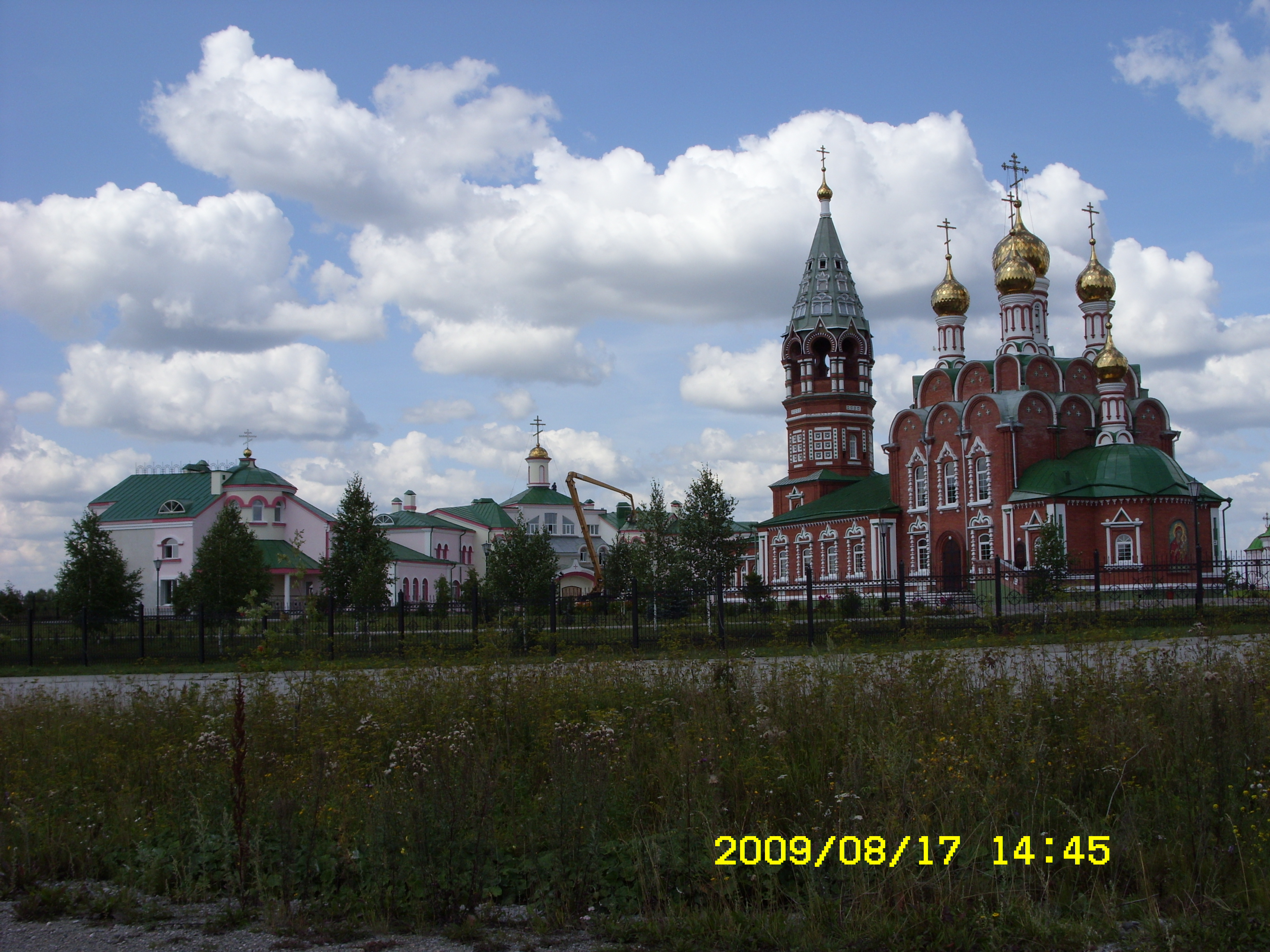
Храм Божьей матери Скоропослушницы
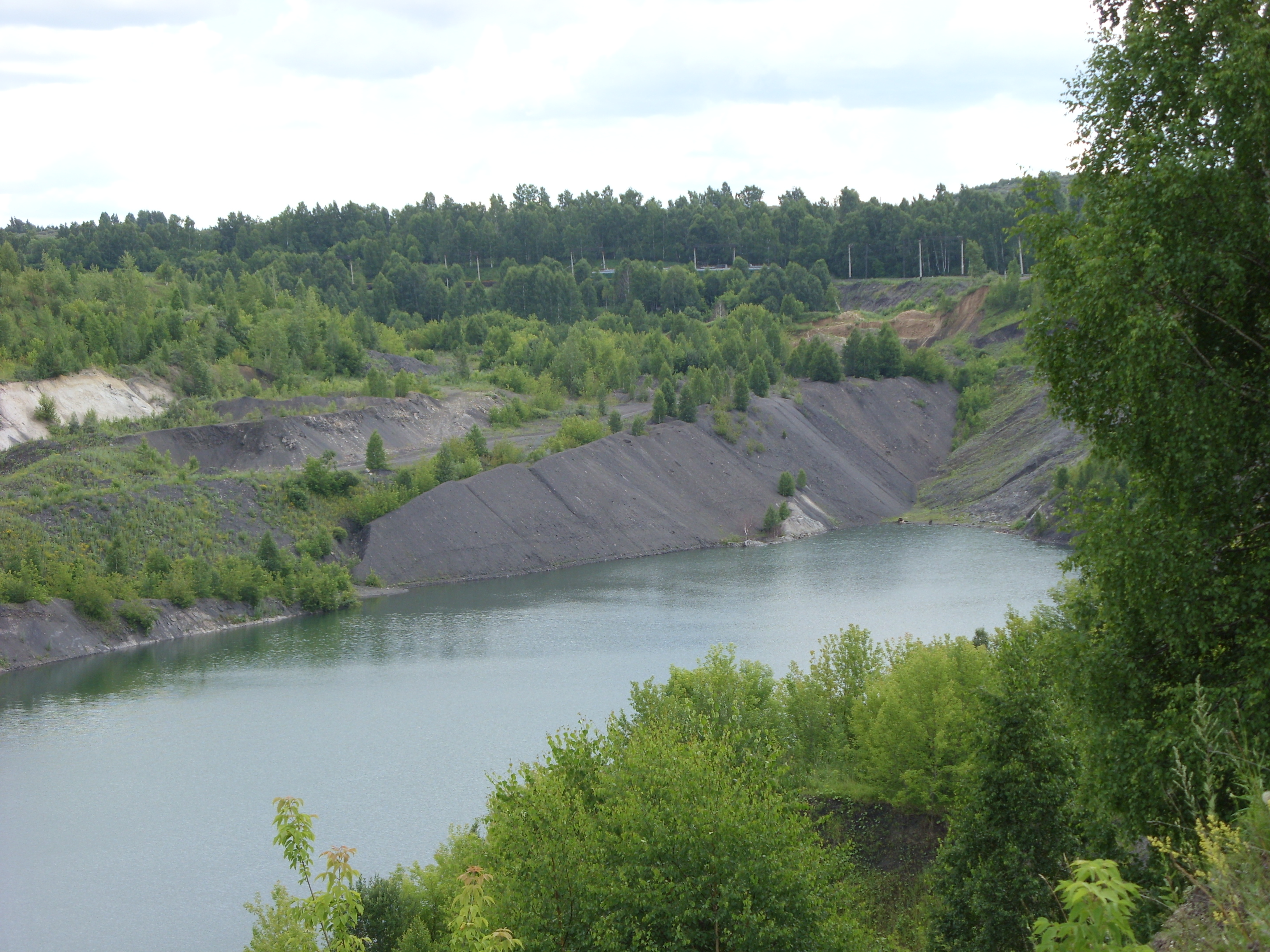
Водоём Красный Кузбасс